# جام آمریکای مرکزی کونکاکاف ۲۰۲۳
جام آمریکای مرکزی کونکاکاف ۲۰۲۳ اولین دوره از جام آمریکای مرکزی کونکاکاف، مسابقات بین‌المللی فوتبال باشگاهی سالانه سطح اول در منطقه آمریکای مرکزی بود. این مسابقات توسط باشگاه‌هایی که انجمن‌های فوتبال آنها وابسته به اتحادیه فوتبال آمریکای مرکزی (اونکاف)، یک زیرمجموعه کونکاکاف، است، برگزار شد.
قهرمان جام آمریکای مرکزی کونکاکاف ۲۰۲۳ به مرحله یک‌هشتم نهایی جام قهرمانان کونکاکاف ۲۰۲۴ راه یافت، در حالی که تیم‌های دوم تا ششم در همان رقابت‌ها به مرحله مقدماتی راه یافتند.

## تیم‌ها
بیست تیم از هفت فدراسیون عضو اونکاف بر اساس نتایج لیگ‌های داخلی خود به این مسابقات راه یافتند. فقط برای این دوره، هندوراس و کاستاریکا بر اساس عملکردشان در لیگ کونکاکاف ۲۰۲۲، یک سهمیه اضافی دریافت کردند.
- کاستاریکا و هندوراس: ۴ سهمیه
- السالوادور، گواتمالا و پاناما: ۳ سهمیه
- نیکاراگوئه: ۲ سهمیه
- بلیز: ۱ سهمیه

| فدراسیون             | تیم                  | نحوه صلاحیت |
| -------------------- | -------------------- | --- |
| بلیز (۱ سهمیه)       | وردس                 | قهرمان لیگ برتر (افتتاحیه و اختتامیه) ۲۳–۲۰۲۲.                                                                     |
| کاستاریکا (۴ سهمیه)  | ساپریسا              | قهرمان آپرتورا و کلاسورا لیگ برتر کاستاریکا ۲۳–۲۰۲۲                                                                |
| کاستاریکا (۴ سهمیه)  | هردیانو              | تیم برتر جدول مجموع لیگ برتر کاستاریکا ۲۳–۲۰۲۲ که هنوز صعود نکرده است                                              |
| کاستاریکا (۴ سهمیه)  | آلاخولنسه            | دومین تیم برتر جدول مجموع لیگ برتر کاستاریکا ۲۳–۲۰۲۲ که هنوز صعود نکرده است                                        |
| کاستاریکا (۴ سهمیه)  | کارتاگینیس           | سومین تیم برتر جدول مجموع لیگ برتر کاستاریکا ۲۳–۲۰۲۲ که هنوز صعود نکرده است                                        |
| السالوادور (۳ سهمیه) | فاس                  | قهرمان لیگ برتر آپرتورا ۲۳–۲۰۲۲                                                                                    |
| السالوادور (۳ سهمیه) | جوکورو               | نایب قهرمان لیگ برتر آپرتورا ۲۳–۲۰۲۲[نکته السالوادور]                                                              |
| السالوادور (۳ سهمیه) | آگویلا               | تیم برتر جدول مجموع لیگ برتر السالوادور ۲۳–۲۰۲۲ که هنوز صعود نکرده است                                             |
| گواتمالا (۳ سهمیه)   | کوبان ایمپریال       | قهرمان مسابقات آپرتورا لیگ ملی گواتمالا ۲۳–۲۰۲۲                                                                    |
| گواتمالا (۳ سهمیه)   | شلاهو                | قهرمان مسابقات کلاسورا لیگ ملی گواتمالا ۲۳–۲۰۲۲                                                                    |
| گواتمالا (۳ سهمیه)   | کامیونیکیشنس         | تیم برتر جدول مجموع لیگ ملی گواتمالا ۲۳–۲۰۲۲ که هنوز صعود نکرده است                                                |
| هندوراس (۴ سهمیه)    | المپیا               | قهرمان آپرتورا و کلاسورا لیگ ملی هندوراس ۲۳–۲۰۲۲                                                                   |
| هندوراس (۴ سهمیه)    | اولانچو              | تیم برتر جدول مجموع لیگ ملی هندوراس ۲۳–۲۰۲۲ که هنوز صعود نکرده است                                                 |
| هندوراس (۴ سهمیه)    | رئال اسپانیا         | دومین تیم برتر جدول مجموع لیگ ملی هندوراس ۲۳–۲۰۲۲ که هنوز صعود نکرده است                                           |
| هندوراس (۴ سهمیه)    | موتاگوا              | سومین تیم برتر جدول مجموع لیگ ملی هندوراس ۲۳–۲۰۲۲ که هنوز صعود نکرده است                                           |
| نیکاراگوئه (۲ سهمیه) | رئال استیلی          | قهرمان آپرتورا و کلاسورا لیگ برتر نیکاراگوئه ۲۳–۲۰۲۲                                                               |
| نیکاراگوئه (۲ سهمیه) | دیریانگن             | تیم برتر جدول مجموع لیگ برتر نیکاراگوئه ۲۳–۲۰۲۲ که هنوز صعود نکرده است                                             |
| پاناما (۳ سهمیه)     | ایندپندینته          | قهرمان مسابقات کلاسورا لیگ پاناما ۲۰۲۲ و مسابقات آپرتورا لیگ پاناما ۲۰۲۳                                           |
| پاناما (۳ سهمیه)     | اسپورتینگ سن میگلیتو | تیم برتر جدول مجموع مسابقات کلاسورا لیگ پاناما ۲۰۲۲ و مسابقات آپرتورا لیگ پاناما ۲۰۲۳ که هنوز صعود نکرده است       |
| پاناما (۳ سهمیه)     | یونیورسیتاریو        | دومین تیم برتر جدول مجموع مسابقات کلاسورا لیگ پاناما ۲۰۲۲ و مسابقات آپرتورا لیگ پاناما ۲۰۲۳ که هنوز صعود نکرده است |

نکات
1. السالوادور: در ابتدا، سهمیه‌های السالوادور برای قهرمان مسابقات آپرتورا ۲۰۲۲، قهرمان مسابقات کلاسورا ۲۰۲۳ و بهترین تیم در جدول مجموع در نظر گرفته شده بود،[۱۳] با این حال، مسابقات کلاسورا به دلیل اتفاقاتی که در ۲۰ مه ۲۰۲۳ در جریان مسابقه بین آلیانسا و فاس در ورزشگاه کاسکاتلان رخ داد، بدون اعلام قهرمان، زودتر از موعد پایان یافت. در نتیجه، فدراسیون فوتبال السالوادور تصمیم گرفت جایگاه قهرمان کلاسورا را به نایب قهرمان آپرتورا واگذار کند.[۸]

## قرعه کشی
قرعه کشی مرحله گروهی در ۸ ژوئن ۲۰۲۳ در میامی، فلوریدا، ایالات متحده برگزار شد. ۲۰ تیم شرکت کننده پیش از این بر اساس رتبه‌بندی باشگاه‌های کونکاکاف خود تا ۲۸ مه ۲۰۲۳، در پنج گلدان چهار تیمی قرار گرفته بودند.
| تیم          | رتبه |
| ------------ | ---- |
| المپیا       | ۳۸   |
| ساپریسا      | ۴۷   |
| کامیونیکیشنس | ۴۹   |
| آلاخولنسه    | ۵۱   |

| تیم            | رتبه |
| -------------- | ---- |
| موتاگوا        | ۵۳   |
| شلاهو          | ۵۷   |
| هردیانو        | ۵۸   |
| کوبان ایمپریال | ۵۹   |

| تیم          | رتبه |
| ------------ | ---- |
| رئال اسپانیا | ۶۰   |
| ایندپندینته  | ۶۱   |
| کارتاگینیس   | ۶۵   |
| اولانچو      | ۶۷   |

| تیم                  | رتبه |
| -------------------- | ---- |
| اسپورتینگ سن میگلیتو | ۷۲   |
| آگویلا               | ۷۹   |
| یونیورسیتاریو        | ۹۵   |
| فاس                  | ۱۰۹  |

| تیم         | رتبه |
| ----------- | ---- |
| رئال استیلی | ۱۱۶  |
| دیریانگن    | ۱۱۸  |
| جوکورو      | ۱۳۲  |
| وردس        | ۱۷۷  |

برای مرحله گروهی، ۲۰ تیم به چهار گروه پنج تیمی (گروه‌های A تا D) تقسیم شدند که شامل یک تیم از هر پنج گلدان بود. تیم‌های گلدان ۱ ابتدا قرعه کشی شدند و در جایگاه اول گروه خود قرار گرفتند و از گروه A تا گروه D شروع کردند. همین رویه برای تیم‌های گلدان‌های ۲، ۳، ۴ و ۵ نیز دنبال شد و آنها به ترتیب در جایگاه‌های ۲، ۳، ۴ و ۵ در گروهی که به آن کشیده شده بودند، قرار گرفتند. هر گروه نباید بیش از دو باشگاه از یک فدراسیون ملی داشته باشد.

## برنامه
برنامه مسابقات به شرح زیر بود.
| مرحله       | دور                 | بازی رفت      | بازی برگشت          |
| ----------- | ------------------- | ------------- | ------------------- |
| مرحله گروهی | هفته ۱              | ۱–۳ اوت       | ۱–۳ اوت             |
| مرحله گروهی | هفته ۲              | ۸–۱۰ اوت      | ۸–۱۰ اوت            |
| مرحله گروهی | هفته ۳              | ۱۵–۱۷ اوت     | ۱۵–۱۷ اوت           |
| مرحله گروهی | هفته ۴              | ۲۲–۲۴ اوت     | ۲۲–۲۴ اوت           |
| مرحله گروهی | هفته ۵              | ۲۹–۳۱ اوت     | ۲۹–۳۱ اوت           |
| مرحله حذفی  | یک‌چهارم نهایی       | ۲۶–۲۸ سپتامبر | ۳–۵ اکتبر           |
| مرحله حذفی  | نیمه نهایی و پلی آف | ۲۴–۲۶ اکتبر   | ۳۱ اکتبر – ۲ نوامبر |
| مرحله حذفی  | فینال               | ۲۸–۳۰ نوامبر  | ۵–۷ دسامبر          |

## مرحله گروهی
در مرحله گروهی، هر گروه به صورت نوبت‌گردشی برگزار می‌شود و تیم‌ها یک بار با یکدیگر بازی می‌کنند که در مجموع چهار مسابقه برای هر تیم (دو مسابقه خانگی و دو مسابقه خارج از خانه) برگزار می‌شود. تیم‌های اول و دوم هر گروه به مرحله یک‌چهارم نهایی مرحله حذفی راه پیدا می‌کنند.

### گروه A
| رتبه | تیم            | بازی | برد | مساوی | باخت | گل زده | گل خورده | گل تفاضل | امتیاز | صلاحیت                |
| ---- | -------------- | ---- | --- | ----- | ---- | ------ | -------- | -------- | ------ | --------------------- |
| ۱    | ساپریسا        | ۴    | ۳   | ۱     | ۰    | ۱۰     | ۰        | ۱۰+      | ۱۰     | صعود به یک‌چهارم نهایی |
| ۲    | کارتاگینیس     | ۴    | ۲   | ۱     | ۱    | ۸      | ۳        | ۵+       | ۷      | صعود به یک‌چهارم نهایی |
| ۳    | یونیورسیتاریو  | ۴    | ۱   | ۳     | ۰    | ۶      | ۳        | ۳+       | ۶      |                       |
| ۴    | کوبان ایمپریال | ۴    | ۱   | ۱     | ۲    | ۴      | ۷        | ۳−       | ۴      |                       |
| ۵    | جوکورو         | ۴    | ۰   | ۰     | ۴    | ۲      | ۱۷       | ۱۵−      | ۰      |                       |

### گروه B
| رتبه | تیم         | بازی | برد | مساوی | باخت | گل زده | گل خورده | گل تفاضل | امتیاز | صلاحیت                |
| ---- | ----------- | ---- | --- | ----- | ---- | ------ | -------- | -------- | ------ | --------------------- |
| ۱    | ایندپندینته | ۴    | ۳   | ۱     | ۰    | ۱۱     | ۳        | ۸+       | ۱۰     | صعود به یک‌چهارم نهایی |
| ۲    | رئال استیلی | ۴    | ۳   | ۰     | ۱    | ۵      | ۲        | ۳+       | ۹      | صعود به یک‌چهارم نهایی |
| ۳    | المپیا      | ۴    | ۲   | ۱     | ۱    | ۷      | ۴        | ۳+       | ۷      |                       |
| ۴    | شلاهو       | ۴    | ۱   | ۰     | ۳    | ۳      | ۷        | ۴−       | ۳      |                       |
| ۵    | فاس         | ۴    | ۰   | ۰     | ۴    | ۳      | ۱۳       | ۱۰−      | ۰      |                       |

### گروه C
| رتبه | تیم          | بازی | برد | مساوی | باخت | گل زده | گل خورده | گل تفاضل | امتیاز | صلاحیت                |
| ---- | ------------ | ---- | --- | ----- | ---- | ------ | -------- | -------- | ------ | --------------------- |
| ۱    | هردیانو      | ۴    | ۳   | ۱     | ۰    | ۸      | ۴        | ۴+       | ۱۰     | صعود به یک‌چهارم نهایی |
| ۲    | کامیونیکیشنس | ۴    | ۳   | ۰     | ۱    | ۹      | ۴        | ۵+       | ۹      | صعود به یک‌چهارم نهایی |
| ۳    | رئال اسپانیا | ۴    | ۱   | ۱     | ۲    | ۶      | ۶        | ۰        | ۴      |                       |
| ۴    | آگویلا       | ۴    | ۱   | ۰     | ۳    | ۲      | ۹        | ۷−       | ۳      |                       |
| ۵    | دیریانگن     | ۴    | ۰   | ۲     | ۲    | ۱      | ۳        | ۲−       | ۲      |                       |

### گروه D
| رتبه | تیم                  | بازی | برد | مساوی | باخت | گل زده | گل خورده | گل تفاضل | امتیاز | صلاحیت                |
| ---- | -------------------- | ---- | --- | ----- | ---- | ------ | -------- | -------- | ------ | --------------------- |
| ۱    | آلاخولنسه            | ۴    | ۴   | ۰     | ۰    | ۱۰     | ۱        | ۹+       | ۱۲     | صعود به یک‌چهارم نهایی |
| ۲    | موتاگوا              | ۴    | ۳   | ۰     | ۱    | ۹      | ۵        | ۴+       | ۹      | صعود به یک‌چهارم نهایی |
| ۳    | اسپورتینگ سن میگلیتو | ۴    | ۲   | ۰     | ۲    | ۶      | ۳        | ۳+       | ۶      |                       |
| ۴    | اولانچو              | ۴    | ۱   | ۰     | ۳    | ۳      | ۶        | ۳−       | ۳      |                       |
| ۵    | وردس                 | ۴    | ۰   | ۰     | ۴    | ۲      | ۱۵       | ۱۳−      | ۰      |                       |

## مرحله حذفی
مرحله حذفی به صورت تک‌حذفی و با قوانین زیر برگزار شد:
- هر بازی به صورت رفت و برگشت برگزار شد. تیم میزبان بازی برگشت در هر بازی به صورت جداگانه برای هر دور به شرح زیر تعیین شد:
  - در مرحله یک چهارم نهایی، تیم‌های برنده گروه میزبان بازی برگشت بودند.
  - در نیمه نهایی و بازی‌های پلی آف، تیم‌های با رتبه بالاتر بر اساس مجموع امتیازات جمع شده در مرحله گروهی و یک چهارم نهایی میزبان بازی برگشت بودند.
  - در فینال، تیم با رتبه بالاتر بر اساس مجموع امتیازات جمع شده در مرحله گروهی، یک‌چهارم نهایی و نیمه نهایی میزبان بازی برگشت بود.
- در یک‌چهارم نهایی و نیمه نهایی، در صورت تساوی در نتیجه، از قانون گل زده در خانه حریف استفاده می‌شد. در صورت تساوی، ضربات پنالتی مستقیماً برای تعیین برنده استفاده می‌شد.
- در بازی‌های پلی آف و فینال، اگر مجموع دو بازی مساوی شود، قانون گل زده در خانه حریف اعمال می‌شود. اگر همچنان مساوی باشد، ۳۰ دقیقه وقت اضافه بدون قانون گل زده در خانه حریف در این مدت بازی خواهد شد. اگر پس از وقت اضافه نیز مساوی باشد، از ضربات پنالتی برای تعیین برنده استفاده می‌شود.

### تیم‌های راه یافته
تیم‌های اول و دوم هر یک از چهار گروه مرحله گروهی به مرحله یک‌چهارم نهایی راه یافتند.
| گروه | تیم اول     | تیم دوم      |
| ---- | ----------- | ------------ |
| A    | ساپریسا     | کارتاگینیس   |
| B    | ایندپندینته | رئال استیلی  |
| C    | هردیانو     | کامیونیکیشنس |
| D    | آلاخولنسه   | موتاگوا      |

### سیدبندی
تیم‌ها بر اساس نتایج مرحله گروهی در سیدهای  ۱ تا ۸ قرار گرفتند و جایگاه آنها در یک جدول ثابت تعیین شد. به عنوان مثال، اولین نیمه نهایی بین برنده بازی ۱ در مقابل ۸ در یک‌چهارم نهایی و برنده بازی ۴ در مقابل ۵ در یک‌چهارم نهایی برگزار شد. برای هر دور، میزبان بازی برگشت بر اساس عملکرد در تمام دورهای قبلی، از جمله مرحله گروهی، تعیین می‌شد.

| سید | گروه | تیم          | بازی | برد | مساوی | باخت | گل زده | گل خورده | گل تفاضل | امتیاز | بازی‌ها   |
| --- | ---- | ------------ | ---- | --- | ----- | ---- | ------ | -------- | -------- | ------ | -------- |
| ۱   | D    | آلاخولنسه    | ۴    | ۴   | ۰     | ۰    | ۱۰     | ۱        | ۹+       | ۱۲     | بازی چ‌ن۱ |
| ۲   | A    | ساپریسا      | ۴    | ۳   | ۱     | ۰    | ۱۰     | ۰        | ۱۰+      | ۱۰     | بازی چ‌ن۳ |
| ۳   | B    | ایندپندینته  | ۴    | ۳   | ۱     | ۰    | ۱۱     | ۳        | ۸+       | ۱۰     | بازی چ‌ن۴ |
| ۴   | C    | هردیانو      | ۴    | ۳   | ۱     | ۰    | ۸      | ۴        | ۴+       | ۱۰     | بازی چ‌ن۲ |
|     |      |              |      |     |       |      |        |          |          |        |          |
| ۵   | C    | کامیونیکیشنس | ۴    | ۳   | ۰     | ۱    | ۹      | ۴        | ۵+       | ۹      | بازی چ‌ن۲ |
| ۶   | D    | موتاگوا      | ۴    | ۳   | ۰     | ۱    | ۹      | ۵        | ۴+       | ۹      | بازی چ‌ن۴ |
| ۷   | B    | رئال استیلی  | ۴    | ۳   | ۰     | ۱    | ۵      | ۲        | ۳+       | ۹      | بازی چ‌ن۳ |
| ۸   | A    | کارتاگینیس   | ۴    | ۲   | ۱     | ۱    | ۸      | ۳        | ۵+       | ۷      | بازی چ‌ن۱ |

### نمودار
نمودار بر اساس سیدبندی مرحله یک‌چهارم نهایی تعیین شد.
|  |                  |                  |        |             |        |             |             |               |               |               |               |               |   |   |               |               |            |            |            |  |  |       |       |       |       |       |
|  | پلی آف           | پلی آف           | پلی آف | پلی آف      | پلی آف |             |             | یک‌چهارم نهایی | یک‌چهارم نهایی | یک‌چهارم نهایی | یک‌چهارم نهایی | یک‌چهارم نهایی |   |   | نیمه نهایی    | نیمه نهایی    | نیمه نهایی | نیمه نهایی | نیمه نهایی |  |  | فینال | فینال | فینال | فینال | فینال |
|  | پلی آف           | پلی آف           | پلی آف | پلی آف      | پلی آف |             |             | یک‌چهارم نهایی | یک‌چهارم نهایی | یک‌چهارم نهایی | یک‌چهارم نهایی | یک‌چهارم نهایی |   |   | نیمه نهایی    | نیمه نهایی    | نیمه نهایی | نیمه نهایی | نیمه نهایی |  |  | فینال | فینال | فینال | فینال | فینال |
|  |                  |                  |        |             |        |             |             |               |               |               |               |               |   |   |               |               |            |            |            |  |  |       |       |       |       |       |
|  |                  |                  |        |             |        |             |             |               |               |               |               |               |   |   |               |               |            |            |            |  |  |       |       |       |       |       |
|  | ۷                | رئال استیلی      | ۱      | ۲           | ۳      |             |             |               |               |               |               |               |   |   |               |               |            |            |            |  |  |       |       |       |       |       |
|  | ۷                | رئال استیلی      | ۱      | ۲           | ۳      |             |             |               |               |               |               |               |   |   |               |               |            |            |            |  |  |       |       |       |       |       |
|  |                  |                  |        |             |        |             |             | ۲             | ساپریسا       | ۰             | ۲             | ۲             |   |   |               |               |            |            |            |  |  |       |       |       |       |       |
|  |                  |                  |        |             |        |             |             | ۲             | ساپریسا       | ۰             | ۲             | ۲             |   |   |               |               |            |            |            |  |  |       |       |       |       |       |
|  | موتاگوا          | موتاگوا          | ۲      | ۰           | ۲      |             |             |               |               |               | رئال استیلی   | رئال استیلی   | ۱ | ۲ | ۳             |               |            |            |            |  |  |       |       |       |       |       |
|  | موتاگوا          | موتاگوا          | ۲      | ۰           | ۲      |             |             |               |               |               | رئال استیلی   | رئال استیلی   | ۱ | ۲ | ۳             |               |            |            |            |  |  |       |       |       |       |       |
|  | ساپریسا          | ساپریسا          | ۲      | ۴           | ۶      |             |             |               |               |               |               |               |   |   | ایندپندینته   | ایندپندینته   | ۰          | ۲          | ۲          |  |  |       |       |       |       |       |
|  | ساپریسا          | ساپریسا          | ۲      | ۴           | ۶      |             |             |               |               |               |               |               |   |   | ایندپندینته   | ایندپندینته   | ۰          | ۲          | ۲          |  |  |       |       |       |       |       |
|  |                  |                  |        |             |        | ۶           | موتاگوا     | ۱             | ۰             | ۱             |               |               |   |   |               |               |            |            |            |  |  |       |       |       |       |       |
|  |                  |                  |        |             |        | ۶           | موتاگوا     | ۱             | ۰             | ۱             |               |               |   |   |               |               |            |            |            |  |  |       |       |       |       |       |
|  |                  |                  | ۳      | ایندپندینته | ۱      | ۲           | ۳           |               |               |               |               |               |   |   |               |               |            |            |            |  |  |       |       |       |       |       |
|  |                  |                  | ۳      | ایندپندینته | ۱      | ۲           | ۳           |               |               |               |               |               |   |   |               |               |            |            |            |  |  |       |       |       |       |       |
|  |                  |                  |        |             |        | رئال استیلی | رئال استیلی | ۰             | ۱             | ۱             |               |               |   |   |               |               |            |            |            |  |  |       |       |       |       |       |
|  |                  |                  |        |             |        | رئال استیلی | رئال استیلی | ۰             | ۱             | ۱             |               |               |   |   |               |               |            |            |            |  |  |       |       |       |       |       |
|  |                  |                  |        |             |        |             |             | آلاخولنسه     | آلاخولنسه     | ۳             | ۱             | ۴             |   |   |               |               |            |            |            |  |  |       |       |       |       |       |
|  |                  |                  |        |             |        |             |             | آلاخولنسه     | آلاخولنسه     | ۳             | ۱             | ۴             |   |   |               |               |            |            |            |  |  |       |       |       |       |       |
|  | ۵                | کامیونیکیشنس     | ۰      | ۲           | ۲      |             |             |               |               |               |               |               |   |   |               |               |            |            |            |  |  |       |       |       |       |       |
|  | ۵                | کامیونیکیشنس     | ۰      | ۲           | ۲      |             |             |               |               |               |               |               |   |   |               |               |            |            |            |  |  |       |       |       |       |       |
|  |                  |                  |        |             |        |             |             | ۴             | هردیانو       | ۰             | ۳             | ۳             |   |   |               |               |            |            |            |  |  |       |       |       |       |       |
|  |                  |                  |        |             |        |             |             | ۴             | هردیانو       | ۰             | ۳             | ۳             |   |   |               |               |            |            |            |  |  |       |       |       |       |       |
|  | کارتاگینیس       | کارتاگینیس       | ۱      | ۱           | ۲ (۴)  |             |             |               |               |               | هردیانو       | هردیانو       | ۲ | ۲ | ۴ (۴)         |               |            |            |            |  |  |       |       |       |       |       |
|  | کارتاگینیس       | کارتاگینیس       | ۱      | ۱           | ۲ (۴)  |             |             |               |               |               | هردیانو       | هردیانو       | ۲ | ۲ | ۴ (۴)         |               |            |            |            |  |  |       |       |       |       |       |
|  | کامیونیکیشنس (پ) | کامیونیکیشنس (پ) | ۱      | ۱           | ۲ (۵)  |             |             |               |               |               |               |               |   |   | آلاخولنسه (پ) | آلاخولنسه (پ) | ۲          | ۲          | ۴ (۵)      |  |  |       |       |       |       |       |
|  | کامیونیکیشنس (پ) | کامیونیکیشنس (پ) | ۱      | ۱           | ۲ (۵)  |             |             |               |               |               |               |               |   |   | آلاخولنسه (پ) | آلاخولنسه (پ) | ۲          | ۲          | ۴ (۵)      |  |  |       |       |       |       |       |
|  |                  |                  |        |             |        | ۸           | کارتاگینیس  | ۱             | ۰             | ۱             |               |               |   |   |               |               |            |            |            |  |  |       |       |       |       |       |
|  |                  |                  |        |             |        | ۸           | کارتاگینیس  | ۱             | ۰             | ۱             |               |               |   |   |               |               |            |            |            |  |  |       |       |       |       |       |
|  |                  |                  | ۱      | آلاخولنسه   | ۳      | ۳           | ۶           |               |               |               |               |               |   |   |               |               |            |            |            |  |  |       |       |       |       |       |
|  |                  |                  | ۱      | آلاخولنسه   | ۳      | ۳           | ۶           |               |               |               |               |               |   |   |               |               |            |            |            |  |  |       |       |       |       |       |
|  |                  |                  |        |             |        |             |             |               |               |               |               |               |   |   |               |               |            |            |            |  |  |       |       |       |       |       |

### یک‌چهارم نهایی
بازی‌های رفت در تاریخ ۲۶ تا ۲۸ سپتامبر و بازی‌های برگشت در تاریخ ۳ تا ۵ اکتبر ۲۰۲۳ برگزار شدند.
| تیم ۱        | نتیجه نهایی | تیم ۲       | بازی رفت | بازی برگشت |
| ------------ | ----------- | ----------- | -------- | ---------- |
| کارتاگینیس   | ۱–۶         | آلاخولنسه   | ۱–۳      | ۰–۳        |
| کامیونیکیشنس | ۲–۳         | هردیانو     | ۰–۰      | ۲–۳        |
| رئال استیلی  | ۳–۲         | ساپریسا     | ۱–۰      | ۲–۲        |
| موتاگوا      | ۱–۳         | ایندپندینته | ۱–۱      | ۰–۲        |

### پلی آف
بازی‌های رفت در تاریخ ۲۴ و ۲۵ اکتبر و بازی‌های برگشت در تاریخ ۳۱ اکتبر تا ۱ نوامبر ۲۰۲۳ برگزار شدند.
| تیم ۱      | نتیجه نهایی | تیم ۲        | بازی رفت | بازی برگشت |
| ---------- | ----------- | ------------ | -------- | ---------- |
| کارتاگینیس | ۲–۲ (۴–۵ پ) | کامیونیکیشنس | ۱–۱      | ۱–۱        |
| موتاگوا    | ۲–۶         | ساپریسا      | ۲–۲      | ۰–۴        |

### نیمه نهایی
بازی‌های رفت در ۲۵ و ۲۶ اکتبر و بازی‌های برگشت در ۱ و ۲ نوامبر ۲۰۲۳ برگزار شدند.
| تیم ۱       | نتیجه نهایی | تیم ۲       | بازی رفت | بازی برگشت |
| ----------- | ----------- | ----------- | -------- | ---------- |
| هردیانو     | ۴–۴ (۴–۵ پ) | آلاخولنسه   | ۲–۲      | ۲–۲        |
| رئال استیلی | ۳–۲         | ایندپندینته | ۱–۰      | ۲–۲        |

### فینال
| تیم ۱       | نتیجه نهایی | تیم ۲     | بازی رفت | بازی برگشت |
| ----------- | ----------- | --------- | -------- | ---------- |
| رئال استیلی | ۱–۴         | آلاخولنسه | ۰–۳      | ۱–۱        |

## جوایز
در پایان این مسابقات جوایز زیر اهدا شد:
| جایزه                 | بازیکن          | تیم       |
| --------------------- | --------------- | --------- |
| توپ طلایی             | آرون سوارز      | آلاخولنسه |
| کفش طلایی             | آگوستین اوزمندی | موتاگوا   |
| دستکش طلایی           | لیونل موریرا    | آلاخولنسه |
| بهترین بازیکن جوان    | دوریان رودریگز  | آلاخولنسه |
| جایزه بازی جوانمردانه | —               | آلاخولنسه |